# The Insurgent Senator
The Insurgent Senator è un cortometraggio muto del 1912 diretto da Bannister Merwin.

## Produzione
Il film fu prodotto dalla Edison Manufacturing Company.

## Distribuzione
Distribuito dalla General Film Company, il film - un cortometraggio in una bobina - uscì nelle sale cinematografiche statunitensi il 16 aprile 1912.